# Tratado de Paucarpata
El Tratado de Paucarpata es el nombre de un acuerdo firmado el 17 de noviembre de 1837 en el marco de la 
Guerra entre la Confederación Perú-Boliviana y el Ejército Restaurador Perú-Chile. En el cual las tropas chilenas de Blanco Encalada, enviadas al Perú por el Congreso de Chile, viéndose rodeadas y ante el peligro de una aplastante derrota, negociaron no continuar con las acciones de guerra con el general Santa Cruz mediante un Tratado de Paz en el que acordaban su retirada del Perú y su palabra de no volver a tomar las armas contra la Confederación.
Esta operación militar y la posterior negociación diplomática se produjo frente a Paucarpata (Arequipa), cuyas alturas dominaban las tropas del Mariscal Santa Cruz en mejor posición y condición que la expedición restauradora.

## Antecedentes
Tras la declaratoria de guerra que el gobierno chileno realizó a la confederación del Mariscal Andrés de Santa Cruz, se organizó una división expedicionaria al mando del general Manuel Blanco Encalada cuya fuerza total ha sido calculada en 3194 o 3200 hombres entre los cuales figuraba una columna peruana de exiliados compuesta de 402 hombres al mando del general Antonio Gutiérrez de la Fuente. Dicha expedición zarpó de Chile el 15 de septiembre arribando a las costas del departamento peruano de Arequipa los primeros días de octubre de 1837.
Tras avanzar al interior y ocupar la capital del departamento la situación que los restauradores encontraron fue muy distinta a la que esperaban pues no se produjeron pronunciamientos a su favor ni les fue suministrado apoyo de ninguna clase. El coronel Antonio Irisarri, plenipotenciario del gobierno chileno durante la expedición, diría después que los restauradores confiaban en doblar sus fuerzas con la recluta y deserción masiva de cuerpos peruanos a su ejército, la cooperación argentina para distraer cuando menos un tercio de las fuerzas de la confederación y el entusiasmo de los pueblos peruanos hacia su causa de los que también esperaban obtener suministros y medios de movilidad. 
Los restauradores había cometido el mismo error que el general Felipe Santiago Salaverry el año anterior, quien con su ejército restaurador también expedicionó desde Lima a Arequipa donde tras ser rechazado por la población fue derrotado en la Batalla de Socabaya por el ejército unido de Santa Cruz.
Luego de varias semanas de inactividad e incertidumbre para los expedicionarios las fuerzas confederadas provenientes del norte peruano y de Bolivia al mando del general Santa Cruz lograron reunirse, conformando aproximadamente un ejército de 5000 soldados de las tres armas, para luego avanzar hacia la ciudad de Arequipa. Mientras tanto, también otra división confederada al mando del general Antonio Vigil proveniente de Lima salió de aquella ciudad por orden de Santa Cruz con el objetivo de ir al sur para cortar las comunicaciones entre la escuadra chilena y el ejército de Blanco.

## Movimientos de campaña

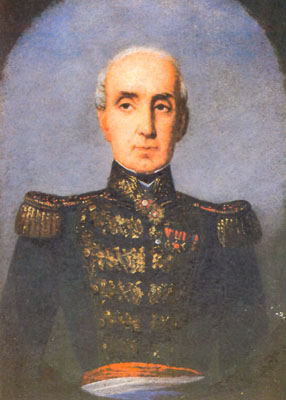
Manuel Blanco Encalada general en jefe de la primera expedición restauradora.

Luego de realizar algunas maniobras por las afueras de la ciudad, la vanguardia confederada formada por un regimiento de caballería y dos compañías de cazadores divisó, en las inmediaciones del río de Paucarpata, a la vanguardía restauradora compuesta de un escuadrón de caballería y una compañía de cazadores la misma que se retiró a las inmediaciones del panteón de la Apacheta para luego proseguir hacia Miralfores donde se encontraba parte de su ejército.
Con ello el ejército confederado ocupó el alto de San Lucas de Paucarpata donde estableció su campamento. A esta posición llamó Santa Cruz "el balcón de Arequipa".
En esta favorable posición estratégica el ejército confederado montó su artillería protegida por seis compañías de cazadores mandando una columna de infantería y caballería a ocupar el cerro vecino.
Con la finalidad de reconocer la posición confederada, el ejército restaurador desplegó unas columnas de infantería y caballería en el llano de Porongoche frente a la posición de Santa Cruz en las alturas, quien ordenó al general Blas Cerdeña disparará la artillería sobre los restauradores al tiempo que ordenaba a su caballería bajar al pie de San Lucas, ante ello la infantería restauradora se desplegó en guerrilla mientras su caballería se colocaba en retaguardía, sin embargo no se llegó a iniciar combate alguno pues las avanzadas resturadoras se retiraron a su campamento en Miraflores.
Tras ordenar que se pasase rancho a las tropas y se establecieran partidas de vigilancia en diversos puntos Santa Cruz envió una nota a Blanco Encalada proponiéndole el inicio de conversaciones de paz lo que este aceptó.
Durante la noche descansaron las tropas confederadas por mitades con el arma en la mano ante cualquier eventualidad.
Para las negociaciones Santa Cruz nombró por su parte a los generales de división Ramón Herrera y Anselmo Quiroz y por secretario el doctor Juan Gualberto Valdivia, la representación chilena correspondió al mismo general Manuel Blanco Encalada y al coronel Antonio Irrisari. La primera reunión, entre Irrisarri y Herrera, tuvo lugar en el poblado de Sabandía y duró más de cuatro horas durante las cuales Irrisari también exigió garantías para los peruanos venidos con la expedición, entre los que figuraban el general La Fuente y el coronel Ramón Castilla, lo cual Santa Cruz aceptó.

El general Blanco Encalada pensó en reembarcarse cuando debía hacerlo... mis negociaciones en Sabandía y el armisticio de cuatro días que se celebró en Moyeballa, tuvo el doble objeto de ver si se podía tratar con el enemigo y de dar tiempo al prefecto del departamento (Ramón Castilla) de reunir los medios de hacer aquella retirada. Yo volví de mi misión después de cumplido el plazo pedido por el prefecto, pero aun el ejército no había conseguido todavía lo que necesitaba para retirarse y esta fue la causa por la que no se retiró antes de la reunión de las fuerzas del protector en Paucarpata.
 Defensa del Coronel Antonio José de Irisarri sobre el tratado de Paucarpata

Pues si mañana hay insistencia sobre tal artículo, usted conteste que los peruanos se tengan por no venidos. En cuanto a lo demás pase usted por lo que sea equitativo. Yo preveo que el gobierno de Chile, que no puede ponerse al alcance de la situación en que se ha colocado el ejército chileno, no aprobará el tratado desde que vea a salvo a todo su ejército. Pero yo quiero dar esa prueba de generosidad. El general Blanco esta bajo mis fuegos, y no puede retirarse con treinta leguas de desierto por medio... debe conocer, que sin que yo me mueva de este punto lo tengo sitiado y puedo cortarle su comunicación con la escuadra. En fin el Gobierno de Chile no conocerá el servicio que el general Blanco que le hace con el tratado... Usted hará mañana lo mejor posible y concluya la conferencia
 Instrucciones de Santa Cruz al general Ramón Herrera

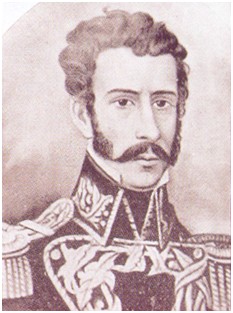
Antonio Gutiérrez de la Fuente proclamado y reconocido por los restauradores como Jefe Supremo del Perú tras la ocupación de Arequipa.

La segunda reunión tuvo lugar al día siguiente en la quinta de Pío Tristán ubicada en Paucarpata donde tras pasarse en limpio los puntos acordados se firmó el tratado del mismo nombre el 17 de noviembre de 1837.
En los días siguientes el ejército chileno se dirigió a la caleta de Quilca de donde se reembarcó para su patria, quedaron en la ciudad, junto al coronel Antonio Irrisari, aproximadamente cien oficiales y soldados enfermos.

## Contenido del tratado
En el nombre de Dios Todopoderoso, autor y legislador de las sociedades humanas.
Deseando los gobiernos de la República de Chile y de la Confederación Perú-Boliviana restablecer la paz y buena armonía, que desgraciadamente se hallaban alteradas, y estrechar sus relaciones de la manera más franca, justa y mutuamente ventajosa, han tenido a bien nombrar para este objeto por Ministros Plenipotenciarios, por parte de S. E. el presidente de la República de Chile al Excelentísimo señor General en Jefe del Ejército de Chile, don Manuel Blanco Encalada al señor Coronel don Antonio José de Irisarri, y por parte de S. E. el Supremo Protector de la Confederación, a los ilustrísimos señores Generales de División don Ramón Herrera y don Anselmo Quiroz; los cuales, después de haber canjeado sus respectivos plenos poderes y haberlos encontrado en buena y debida forma, han convenido en los artículos siguientes:
Artículo 1.º. Habrá paz perpetua y amistad entre la Confederación Perú-Boliviana y la República de Chile, comprometiéndose sus respectivos gobiernos a sepultar en olvido sus quejas respectivas, y abstenerse, en lo sucesivo, de toda reclamación sobre lo ocurrido en el curso de las desavenencias que han motivado la guerra actual.
Artículo 2.º. El gobierno de la Confederación reitera la declaración solemne que tantas veces ha hecho de no haber jamás autorizado ningún acto ofensivo a la independencia y tranquilidad de la República de Chile, y a su vez el Gobierno de esta declara que nunca fue su intención, al apoderarse de los buques de la Confederación, apropiárselos en calidad de presa, sino mantenerlos en depósito para restituirlos como se ofrece hacerlo en los términos que en este tratado se estipula.
Artículo 3.º. El Gobierno de Chile se compromete a devolver al de la Confederación los buques siguientes: la barca “Santa Cruz”, el bergantín “Arequipeño” y la goleta “Peruviana”. Estos buques serán entregados a los ocho días de firmado el tratado por ambas partes, a disposición de un comisionado del gobierno protectoral.
Artículo 4.º. A los seis días después de ratificado este tratado por S. E. el Protector, el ejército de Chile se retirará al puerto de Quilca, donde están sus transportes, para verificar su embarque y regreso a su país. El gobierno de Chile enviará su ratificación al puerto de Arica dentro de cincuenta días contados desde esta fecha.
Artículo 5.º. Los gobiernos de la Confederación y de Chile se comprometen a celebrar tratados especiales relativos a sus mutuos intereses mercantiles, los cuales serán recíprocamente considerados desde la fecha de su ratificación de este tratado por el gobierno de Chile, como los de la nación más favorecida.
Artículo 6.º. El gobierno protectoral se ofrece a hacer un tratado de paz con el de las Provincias Argentinas, tan luego como este lo quiera, y el de Chile queda comprometido a interponer sus buenos oficios para conseguir dicho objeto sobre las bases en que los dos gobiernos convengan.
Artículo 7.º. Las dos partes contratantes adoptan como base de sus mutuas relaciones el principio de la no intervención en sus asuntos domésticos, y se comprometen a no consentir que en sus respectivos territorios se fragüen planes de conspiración ni ataque contra el gobierno existente, y las instituciones del otro.
Artículo 8.º. Las dos partes contratantes se obligan a no tomar jamás las armas la una contra la otra, sin haberse entendido y dado todas las explicaciones que basten a satisfacerse recíprocamente, y haber agotado antes todos los medios posibles de conciliación y avenimiento y sin haber expuesto estos motivos al gobierno garante.
Artículo 9.º. El gobierno protectoral reconoce en favor de le República de Chile el millón y medio de pesos o la cantidad que resulte haberse entregado al Ministro Plenipotenciario del Perú don José Larrea y Loredo, procedente del empréstito contraído en Londres por el gobierno chileno, y se obliga a satisfacerla en los mismos términos y plazos en que la República de Chile satisfaga el referido capital del empréstito.
Artículo 10.º. Los intereses devengados por este capital y debidos a los prestamistas, se ratificarán por el gobierno de la Confederación en los términos y plazos convenientes para que el gobierno de Chile pueda satisfacer oportunamente con dichos intereses a los prestamistas.
Artículo 11.º. La parte correspondiente a los intereses del capital mencionado en el artículo 9.º, ya satisfechos por el gobierno de Chile a los prestamistas en los dividendos pagados hasta la fecha, y que ha debido satisfacer el gobierno del Perú, según la estipulación hecha entre los ministros plenipotenciarios de las repúblicas de Chile y el Perú, se pagará por el gobierno de la Confederación en tres plazos: el primero de la tercera parte, a seis meses contados desde la ratificación de este tratado por el gobierno de Chile; el segundo a los seis meses siguientes y el tercero después de igual plazo.
Artículo 12.º. El gobierno de la Confederación ofrece no hacer cargo alguno por su conducta política a los individuos del territorio que ha ocupado el ejército de Chile y considerará a los peruanos que han venido con dicho ejército como si no hubiesen venido.
Artículo 13.º. El cumplimiento de este tratado se pone bajo la garantía de Su Majestad Británica, cuya aquiescencia se solicitará por ambos gobiernos contratantes.
En fe de lo cual firmaron el presente tratado los supra dichos Ministros Plenipotenciarios en el pueblo de Paucarpata a diecisiete de noviembre de mil ochocientos treinta y siete y lo refrendaron los secretarios de las Legaciones.
Manuel Blanco Encalada.- Ramón Herrera.- Antonio José de Irisarri.- Anselmo Quiroz.- Juan Enrique Ramírez, Secretario de la legación chilena.- Juan Gualberto Valdivia, Secretario de la legación Perú-Boliviana.
Andrés Santa Cruz, Gran Ciudadano Restaurador, Capitán General y Presidente de Bolivia, Supremo Protector de la Confederación Perú-Boliviana, Gran Mariscal Pacificador del Perú, General de Brigada en Colombia, condecorado con las medallas de Libertadores de Quito y de Pichincha, con la del Libertador Simón Bolívar y con la de Cobija, Gran Oficial de la Legión de Honor de Francia, Fundador y Jefe Supremo de la Legión de Honor Boliviana y de la Nacional del Perú, etc.
Hallándose este tratado conforme con las instrucciones dadas por mí a los Plenipotenciarios nombrados al efecto, lo ratifico solemnemente en todas sus partes, quedando encargado mi secretario general de hacerlo observar, imprimir y publicar.
Dado en el cuartel de Paucarpata, a diecisiete de noviembre de mil ochocientos treinta y siete.
Andrés Santa Cruz.- El secretario general, Manuel de la Cruz Méndez.

## Consecuencias

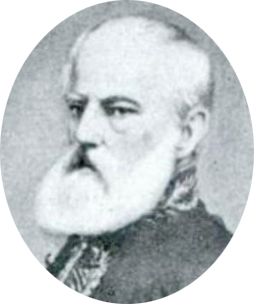
La firma del Tratado de Paucarpata significó el fin de la carrera militar del coronel Antonio José de Irisarri.

Al regreso de la expedición restauradora a Chile el gobierno de ese país emitió un decreto el 18 de diciembre de 1837 desconociendo el tratado firmado, aduciendo entre otras cosas que los representantes chilenos no tenían facultades para hacer la paz, por lo que el estado de guerra continuaría como antes del tratado de Paucarpata.
Se encargó de llevar estas noticias a Arica el jefe de la escuadra chilena Roberto Simpson quien por medio del gobernador de la plaza las comunicó a Irrisari y a las autoridades de la Confederación, para inmediatamente luego continuar al norte con intención de batir a las naves peruanas con las que sostuvo un encuentro en Islay el 12 de enero. Las instrucciones que el gobierno de Chile daba a Irisarri eran que regresara tan pronto como pudiera con los enfermos, pertrechos y caudales chilenos que habían quedado en el país, lo que en la práctica era imposible pues, como reconocía el mismo coronel chileno, al reiniciar las hostilidades su gobierno la Confederación estaba en el derecho de tomarlos prisioneros y embargar sus bienes.
Irisarri mandó entonces una carta particular a Santa Cruz en la que solicitaba que por un acto humanitario los enfermos chilenos no fueran tratados como prisioneros de guerra, en su respuesta el Protector, tras lamentar el reinicio del estado de guerra y los males que esta traería, le decía:

Como esta ocurrencia no altera en ningún modo los sentimientos de benevolencia que siempre que no he cesado de manifestar a la nación chilena, cuya causa he separado siempre de la de los hombres que la rigen no he tenido motivo para retractar mi determinación relativa a los individuos de al expedición invasora que quedaron enfermos en Arequipa. En consecuencia he mandado que los oficiales y soldados sean restituidos a su país por la primera ocasión que se presente, después de juramentados los primeros (no volver a tomar las armas contra la confederación*), según se acostumbra en semejantes ocasiones. Al restituir de ese modo cien hijos suyos a Chile, condenados por su gobierno a la condición de prisioneros, espero que esa Nación me hará la justicia de creerme consecuente a mis principios pacíficos y benévolos.
 Carta de Santa Cruz al coronel Antonio Irisarri

Por los resultados de esta campaña fueron levantados cargos contra el general Manuel Blanco Encalada y el coronel Antonio Irisarri, aunque el primero de ellos fue finalmente absuelto no ocurrió lo mismo con el segundo que tras ser juzgado y condenado por alta traición hubo de exiliarse en Colombia para luego pasar a Estados Unidos, país donde fallecería en 1868 mientras ejercía como representante diplomático de Guatemala alcanzando notoriedad y reconocimiento en ambos países por su desempeño y producción literaria.